# 滕皮斯克河
滕皮斯克河（西班牙語：Río Tempisque）是哥斯達黎加的河流，河道全長144公里，流域面積611平方公里，發源自奧羅西火山附近的瓜納卡斯特山脈，最終注入尼科亞灣。